# Лопушански манастир
Лопушанският манастир „Свети Йоан Предтеча“ е български православен манастир.

## Местоположение
Лопушанският манастир е разположен в чипровския дял на Стара планина на 300 м надморска височина в долината на река Дългоделска Огоста, между селата Помеждин, Меляне и Георги Дамяново (до 1958 г. с. Лопушна). Манастирът отстои на 21 км от Монтана, на 30 км от Берковица и на 55 км западно от Враца.

## История
На мястото на сегашния Лопушански манастир „Св. Йоан Предтеча“ някога е имало друг, построен още през Второто българско царство и впоследствие напълно разрушен по време на турското нашествие. До възстановявянето на манастира в средата на XIX в. няма никакви сведения за неговата дейност, освен преданието, че няколко пъти е опожаряван и разграбван.
През 1850-1853 г. Лопушанският манастир е възобновен от чипровските монаси Дионисий, Герасим и Гедеон. Тогава са изградени и днешната съборна църква, жилищният корпус, дворната порта, оградата и дворната чешма. Строител на всички тези сгради и съоръжения е майстор Лило от Славиня, основоположник на Славинската строителна школа.
През Възраждането в Лопушанския манастир действа килийно училище, а обителта е средище на националноосвободителните и църковните борби. Манастирът се превръща в любимо място на Иван Вазов и по време на пребиваването си там той създава част от романа си „Под игото“.
През 1989 г. Лопушанският манастир е реконструиран, тъй като северното крило било застрашено от срутване. Основната заслуга за това е на тогавашния игумен архимандрит Амвросий (сега Доростолски митрополит), като по негово време се издига нова жилищна сграда с два красиви резбовани чардака.
От 1-ви март 2001 година в манастира се оттегля на покой Смоленски епископ Нестор, който изгубва зрението си. Епископът почива през 2013 година и е погребан в обителта.
През 2011 година за игумен на манастира на мястото на архимандрит Йоан е назначен Велички епископ Сионий, викарий на Видинския митрополит Дометиан. Епископ Сионий извършва мащабни ремонтни дейности по обновяването и развитието на манастира.
През януари 2014 година е открита зазидана икона на Света Богородица на над 300 години в храма на Лопушанския манастир. Иконата и обновяването на манастира привличат редица поклонници към обителта.
През април 2014 година Светият синод избира епископ Сионий за игумен на Троянския манастир, но той продължава да изпълнява още няколко месеца длъжността и игумен на Лопушанския манастир до приключване на ремонтните дейности в обителта. През октомври 2014 година за игумен на Лопушанския манастир е назначен архимандрит Христодул.
След встъпването в длъжност на новия Видински митрополит Даниил през февруари 2018, за нов игумен на манастира през месец май същата година е назначен архимандрит Нифонт, игумен на Боровишкия манастир, като Нифонт съвместява длъжността игумен и на двата манастира.
През февруари 2025 година за нов Видински митрополит е избран Браницкият епископ Пахомий, който е духовен старец братството на Дивотинския манастир край Банкя. Поради това, цялото братство на Дивотинския манастир към февруари 2025 последва своя духовен старец и става част от братството на Лопушанския манастир - архимандрит Йоаким, досега игумен на Дивотинския манастир, заедно с братята йеромонах Доситей и йеромонах Партений.
Манастирът впечатлява със своя градеж, пропорции, архитектура и каменни пластики. Храмът е посветен на св. Йоан Предтеча. Той съхранява един от най-красивите иконостаси в Северна България, истинска филигранна изработка в най-добрите традиции на Самоковската школа. Иконите са дело на братята Николай и Станислав Доспевски.
Лопушанският манастир е национален паметник на културата.
В манастира приемат поклонници за нощувка в изградена хотелска част към обителта.

## Зазидана икона на Света Богородица
През януари 2014 година в храма на Лопушанския манастир е намерена напълно запазена зазидана икона на Света Богородица на поне около 320 години. Иконата е намерена в специален тайник в манастирския храм и е била увита в тъкана кърпа. 
Най-вероятно иконата е поставена в тайника през 1688 година. През тази година Лопушанският манастир е опожарен от османците след потушаването на Чипровското въстание. На гърба на иконата има следи от пожар, а едната й страна е обгорена. 
От Видинска митрополия предполагат, че иконата е чудотворна, тъй като има сребърен обков, характерен за този тип икони. Най-вероятно заради това и иконата е скрита в тайник преди нападението на османците.
След откриването на иконата, игуменът на Лопушанския манастир епископ Сионий уведомява Видинския митрополит Дометиан, който благославя иконата да бъде поставена на почетно място в манастира.

## Галерия
- Снимки от манастира
- Църквата на манастира
- Дворът на манастира
- Стенопис от храма